# Ours en Suisse

La fosse aux ours de Berne à la fin du XIXème siècle.

L'ours brun en Suisse a disparu en 1904 lorsque le dernier ours de Suisse, une femelle adulte est abattu dans le Val Scarl, en dessous du Pic Pisoc dans le canton des Grisons. Un siècle après avoir disparu, l'ours a fait son retour en juillet 2005 dans les Grisons où il est observé près de Buffalora. Il s'agit d'ours provenant du Trentin en Italie.
Durant l'hiver 2007/08, deux ours ont hiberné pour la première fois en Suisse. Le 30 juillet 2005, un rejeton d'une ourse originaire de Slovénie et lâchée en 2001 dans le Trentin tue un veau et le dévore entièrement en quatre jours. En 2007, un frère du premier ours pénètre dans Lenzerheide où il visite de nuit les poubelles à la recherche de nourriture. Il est finalement abattu en 2008. En 2011 un ours est observé à Engadine. En 2012, un ours visite le village de Miralago. L'ours est abattu deux jours plus tard. Le 26 mai, un ours est observé dans la commune d'Eriz dans le canton de Berne. En 2019, des ours sont observés dans les cantons de Berne, Obwald et du Valais.
Entre 2005 et 2021, ce sont quinze animaux différents qui ont pu être identifiés et six ou sept individus observés mais non identifiés. Deux ours ont été abattus et un ours a été écrasé par un train.
En 2021, seuls des mâles ont été observés. Par conséquent, il semble peu probable que des ours se reproduisent en Suisse.

## Histoire
Les Helvètes appelaient leur divinité des ours Artio, tandis que d'autres Celtes vénéraient Artaius, Andarta ou encore Matunus. Selon leurs récits, l'ours était le roi des animaux et même le maître du temps.